# 1953年世界乒乓球锦标赛
1953年世界乒乓球锦标赛是第二十届世界乒乓球锦标赛，于1953年3月20日至29日在罗马尼亚布加勒斯特举行。这是罗马尼亚首次主办世界乒乓球锦标赛。

## 赛果

### 团体
| 项目                | 金牌                                                                                 | 银牌                                                                                    | 铜牌 |
| 男子团体 斯韦思林杯 | 英格兰 · 理查德·伯格曼 · Adrian Haydon · Brian Kennedy · 约翰尼·利奇 · Aubrey Simons | 匈牙利 · 杰特沃伊·埃莱梅尔 · 科齐安·约瑟夫 · Miklós Sebők · 西多·费伦茨 · 塞派希·卡尔曼 | 法國 · Guy Amouretti · Michel Haguenauer · Michel Lanskoy · René Roothooft · Jean-Claude Sala                 |
| 男子团体 斯韦思林杯 | 英格兰 · 理查德·伯格曼 · Adrian Haydon · Brian Kennedy · 约翰尼·利奇 · Aubrey Simons | 匈牙利 · 杰特沃伊·埃莱梅尔 · 科齐安·约瑟夫 · Miklós Sebők · 西多·费伦茨 · 塞派希·卡尔曼 | 捷克斯洛伐克 · 伊万·安德烈亚迪斯 · 瓦茨拉夫·特雷巴 · 弗兰蒂舍克·托卡尔 · 博胡米尔·瓦尼亚 · Ludvík Vyhnanovský |
| 女子团体 考比伦杯   | 羅馬尼亞 · 安杰莉卡·罗泽亚努 · 萨里·萨斯 · 埃拉·泽勒                                 | 英格兰 · Kathleen Best · 黛安娜·罗 · Rosalind Rowe                                      | 奥地利 · Friederike Lauber · 格特鲁德·普里齐 · Ermelinde Wertl                                                |
| 女子团体 考比伦杯   | 羅馬尼亞 · 安杰莉卡·罗泽亚努 · 萨里·萨斯 · 埃拉·泽勒                                 | 英格兰 · Kathleen Best · 黛安娜·罗 · Rosalind Rowe                                      | 匈牙利 · 阿格内斯·西蒙 · Zsuzsa Fantusz · 福尔考什·吉泽尔洛 · 科齐安·埃娃                                     |

### 单项
| 项目     | 金牌                                | 银牌                            | 铜牌                              |
| 男子单打 | 西多·费伦茨                         | 伊万·安德烈亚迪斯               | 拉吉斯拉夫·什季佩克               |
| 男子单打 | 西多·费伦茨                         | 伊万·安德烈亚迪斯               | 科齐安·约瑟夫                     |
| 女子单打 | 安杰莉卡·罗泽亚努                   | 福尔考什·吉泽尔洛               | 黛安娜·罗                         |
| 女子单打 | 安杰莉卡·罗泽亚努                   | 福尔考什·吉泽尔洛               | Rosalind Rowe                     |
| 男子双打 | 科齐安·约瑟夫 西多·费伦茨           | 理查德·伯格曼 约翰尼·利奇       | 伊万·安德烈亚迪斯 博胡米尔·瓦尼亚 |
| 男子双打 | 科齐安·约瑟夫 西多·费伦茨           | 理查德·伯格曼 约翰尼·利奇       | 鲍尔瑙·维克托 Adrian Haydon       |
| 女子双打 | 福尔考什·吉泽尔洛 安杰莉卡·罗泽亚努 | 黛安娜·罗 Rosalind Rowe         | Zsuzsa Fantusz Edit Sági          |
| 女子双打 | 福尔考什·吉泽尔洛 安杰莉卡·罗泽亚努 | 黛安娜·罗 Rosalind Rowe         | Kathleen Best Ermelinde Wertl     |
| 混合双打 | 西多·费伦茨 安杰莉卡·罗泽亚努       | 扎尔科·多利纳尔 Ermelinde Wertl | 科齐安·约瑟夫 福尔考什·吉泽尔洛   |
| 混合双打 | 西多·费伦茨 安杰莉卡·罗泽亚努       | 扎尔科·多利纳尔 Ermelinde Wertl | 弗尔迪·拉斯洛 科齐安·埃娃         |